# ARA Zurubí (P-55)
El  ARA Surubí (P-55) es una lancha patrullera de la Armada Argentina construida en 1939 y entregada en 1946. Fue destinada a la Base Naval de Río Santiago, y a la Escuela Naval Militar, cumpliendo tareas en el Río de la Plata. En 1944 fue destinada a la Base Naval Ushuaia junto al remolcador ARA Olco, navegando más de 1.500 millas náuticas para arribar a su destino comandada por el teniente de corbeta Ernesto Manuel Campos. Permaneció cumpliendo servicios en el canal Beagle hasta fines de 1985, cuando fue retirada. 
El 12 de octubre de 1993 fue puesta nuevamente en servicio y declarada de interés histórico provincial (Provincia de Tierra del Fuego, Antártida e Islas del Atlántico Sur) por decreto N° 2359/93, y municipal (Ushuaia) por decreto N° 980/93, cumpliendo funciones de patrullaje marítimo basada en Ushuaia. Su velocidad máxima es de 10 nudos.
En el anverso del billete de cien pesos ley 18.188, vigente de 1970 a 1983, aparece la lancha Surubí en la bahía de Ushuaia.

## Su nombre
Es el primer buque de la Armada Argentina que lleva el nombre de este pez de los ríos de Argentina (el surubí).

## Actualidad
Además de sus funciones de patrullaje en el Canal de Beagle, realiza paseos institucionales y apoyo a regatas.
Desde 2009, la lancha Surubí tiene la particularidad de ser comandada por personal de sexo femenino, siendo el primer caso el correspondiente a la guardiamarina Bibbó.